# 1841
1841 (MDCCCXLI) fue un año común comenzado en viernes según el calendario gregoriano.

## Acontecimientos

### Enero
- 1 de enero: Tras la disolución de la República Federal de Centro América, en Honduras, el conservador antiunionista Francisco Ferrera es elegido primer Presidente de Honduras.[1]
- 7 de enero: Los británicos capturan los fuertes chinos Bogue de Chuenpi y Tycocktow, que guardan la entrada del río de las Perlas (primera guerra del Opio).[2]
- 9 de enero: 
  - La expedición británica de James Clark Ross a la Antártida con los barcos HMS Erebus y HMS Terror para encontrar el Polo Sur magnético, descubre un nuevo mar tras la barrera de hielo, que llaman el Mar de Ross.[3]
  - En Argentina se libra la batalla de San Cala, en el límite de Córdoba y La Rioja, en el marco de la guerra civil entre las fuerzas unitarias del coronel José María Vilela y las federales del general Ángel Pacheco, con victoria de estos últimos. El 17 de enero, en Pampa del Gato, fueron fusilados los 17 oficiales hechos prisioneros en San Cala.[4]
- 12 de enero: La expedición británica de James Clark Ross a la Antártida toma posesión de la región que llamaron Tierra Victoria.[3]
- 20 de enero: Ante la superioridad militar británica (primera guerra del Opio), Charles Elliot de Gran Bretaña y Qishan de la dinastía Qing de China, acuerdan la Convención de Chuenpi, por la que China accedía a indemnizar al Reino Unido y le cedía el control de la isla de Hong Kong, aunque no se mencionaba el tráfico de opio.[2] Ambos diplomáticos fueron cesados posteriormente por sus respectivos gobiernos por dicho Tratado.
- 26 de enero: El Reino Unido de Gran Bretaña e Irlanda reclama Hong Kong como colonia; más tarde durante el año ocurre el primer censo en la isla que registra una población de 7500 pobladores indígenas, antes de la llegada de extranjeros. En 1842 subió hasta 19.000 habitantes.[5]
- 27 de enero: Firma del Tratado del Duero entre España y Portugal, bajo la intermediación de Gran Bretaña, firmado inicialmente en 1835 pero bloqueado desde 1840, por el que se regulaba la navegación y el comercio entre los dos países por el río Duero.[6]
- 28 de enero: La expedición británica de James Clark Ross a la Antártida, descubre la isla de Ross enfrente de Tierra Victoria, con un volcán en activo al que llamó monte Erebus, y otro inactivo al que llamó monte Terror, en honor de los dos barcos de la expedición, el HMS Erebus y el HMS Terror. Descubre también la Barrera de hielo de Ross, el gran campo de hielo de la Antártida.[3]
- 30 de enero: Un incendio, que se conocería luego como el Fuego Grande, destruye gran parte de la villa (hoy ciudad) de Mayagüez en Puerto Rico. De las 700 casas de madera de pino, con pintura de alquitrán, solo se salvaron unas 40.[7]
- Enero: El Superintendente británico Charles Elliot llega a finales de 1840 a Chuenpi, una isla en el delta del río de las Perlas, para negociar la paz (primera guerra del Opio) con el mandarín Qishan, reemplazante de Lin Zexu, pero las conversaciones fracasaron inicialmente, ya que los británicos pedían reparaciones de guerra y una estación de comercio fuera de las costas chinas.[2]

### Febrero
- 2 de febrero: En San Salvador, ciudad capital de El Salvador, una Asamblea Constituyente proclama la separación de El Salvador de la República Federal de Centroamérica.[8]
- 10 de febrero: 
  - En la primera guerra anglo-afgana, el enviado británico d'Arcy Todd abandona sin avisar y sin permiso Herat, convencido de que su Emir se aliará con Persia en contra de los británicos y Shuja Shah, lo que supone la ruptura de relaciones diplomáticas.[9]
  - Proclamación del Acta de Unión, aprobada por el Parlamento Británico en julio de 1840, por el que las colonias inglesas del Alto Canadá y Bajo Canadá se integraban en la Provincia Unida de Canadá, con una única Asamblea Legislativa y capital en Kingston.[10]
- 12 de febrero: Karl Marx publicó su primera tesis doctoral, Diferencia de la filosofía de la naturaleza en Demócrito y Epicuro.
- 13 de febrero: 
  - Tras la Revolución federalista desde 1839 entre federalistas y centralistas, el estado de Tabasco se separa de México, convirtiéndose en una República independiente. Volvieron a reintegrarse en la República de México en diciembre de 1842.[11]
  - Un decreto del sultán del Imperio Otomano confirma a Mehmet Alí, que había conseguido la independencia de los otomanos en 1798, como gobernador hereditario del Eyalato de Egipto, con el título de Virrey.[12]
- 14 de febrero: En Vietnam, tras la muerte del Emperador Minh Mang, sube al trono Thieu Tri, tercer emperador de la dinastía Nguyễn hasta 1847, que mantendrá la política centralizadora de su predecesor y continuará la represión contra los misioneros cristianos.[13]
- 18 de febrero: En San Salvador, ciudad capital de El Salvador, la Asamblea Constituyente aprueba la primera Constitución de El Salvador como Estado soberano e independiente de la República Federal de Centroamérica.[8]
- 19 de febrero: El barco de vapor estadounidense Governor Fenner, de Liverpool a Nueva York, con inmigrantes destino a Estados Unidos, se hunde cerca de las costas de Gales (Holyhead), tras un choque con el Notthingham, dejando 122 muertos de los 124 en total del barco.[14]
- 21 de febrero: Tras cinco años de ocupación, fin de la ocupación de la república de Cracovia por las tres potencias protectoras de Prusia, Austria y Rusia.[15]
- 22 de febrero: 
  - Comienzo de un levantamiento popular en Creta contra la vuelta de la dominación otomana. Tras su fracaso, Creta pasa a los Otomanos según los acuerdos entre la Cuádruple Alianza y el Imperio Otomano de 1840.[16]
  - Llegada a Argel del nuevo gobernador general de la Argelia francesa, el general Bugeaud (hasta 1847), para conquistar el país, crear el Ejército de África y establecer colonias. Dobló sus efectivos (hasta 110.000) y organizó una guerra de razias frente a Abd al-Qadir que disponía de unos 60.000 hombres.[17]

- 23-26 de febrero: En la batalla de Humen la flota expedicionaria británica bajo el mando de Charles Elliot logra tomar el control de las fortificaciones costeras en la ruta marítima hacia la ciudad de Cantón, al sur de China.[18]

### Marzo
- 4 de marzo: El político y militar William Henry Harrison toma posesión como 9.º Presidente de Estados Unidos, siendo el más mayor (67 años) elegido hasta ese momento, y sirviendo durante solo un mes.[19]
- 5 de marzo: En Estados Unidos comienza el primer discurso filibustero en el Senado (uso de la palabra en continuo por varias personas para bloquear una votación), sobre el contrato para la impresión de documentos públicos, que duró hasta el 11 de marzo.[20]
- 9 de marzo: la Corte Suprema de Estados Unidos dictamina en el caso Estados Unidos contra el barco La Amistad que se debe liberar a los africanos cautivos que habían tomado el control del barco que los transportaba habían sido secuestrados y convertidos en esclavos ilegalmente.[21]
- 13 de marzo: La nave de pasajeros SS President, comandado por el legendario capitán Richard Roberts, y que hacía el trayecto de Nueva York a Liverpool, se hunde en aguas profundas, cerca de la costa americana, con las 136 personas de su tripulación y pasajeros a bordo.[22]
- 15 de marzo: El misionero escocés David Livingstone desembarca en Simon's Town, en África del Sur, y comienza su primer viaje de exploración por África.[23]
- 19 de marzo: Reunión de las Cortes de España, para decidir sobre una regencia unitaria o trinitaria, ganando la primera por 153 votos a 136, y para elegir el futuro regente del Reino de España, siendo elegido el general Baldomero Espartero por 179 votos contra 108.[6]
- 22 de marzo: Publicación de la Ley Guizot en Francia, regulando el trabajo de los niños en la industria: prohibido para los menores de 8 años, limitado a 8 horas por día para los menores de 12 años, y prohibido el trabajo nocturno para los menores de 13 años.[24]
- 27 de marzo: En Estados Unidos, ensayo del primer vehículo de bomberos de vapor en Nueva York, fabricado por Paul Rapsey Hodge.[25]
- Marzo: En Nueva Zelanda, el gobierno cambia la capital de Okiato (old Russell) a la nueva ciudad de Auckland que había comenzado a construirse el 15 de septiembre de 1840.[26]

### Abril
- 4 de abril: En los Estados Unidos, William Henry Harrison se convierte en el primer presidente de ese país en morir en el cargo (por una neumonía). Lo sucede su vicepresidente John Tyler del Partido Whig, que se convierte en el décimo Presidente.[27]
- 13 de abril: En Bélgica, dimisión del gabinete liberal de Joseph Lebeau tras un voto de censura del Senado, como consecuencia de los debates sobre la enseñanza y la Iglesia católica. Comienzo del gabinete de coalición liberal y católico de Jean-Baptiste Nothomb (hasta 1845).[28]
- 25 de abril: Para evitar el peligro de ataques exteriores, el sultán de origen malgache Andriantsouli, cede la isla de Mayotte en el canal de Mozambique, en el archipiélago de las Comoras, a Francia, con lo que se convierte en un protectorado francés.[29]

### Mayo
- 3 de mayo: Nueva Zelanda se convierte en una colonia británica independiente de la de Nueva Gales del Sur.[30]
- 4 de mayo: Llegada del primer cónsul británico (Atkins Hamerton) a Zanzíbar, en el Sultanato de Omán.[31]
- 10 de mayo: El general Baldomero Espartero, como nuevo regente y tutor de la reina Isabel II de España, inicia un gobierno dictatorial con el voto favorable de Las Cortes.[32]
- 17 de mayo: en la península de Kamchatka se registra un fuerte terremoto de 9,0 que provoca un tsunami con alturas de hasta 15 metros.
- 22 de mayo: Estalla una rebelión en la región de Guria (Georgia) contra el Imperio Ruso, por los altos gravámenes e impuestos, pero serán derrotados en septiembre por el ejército ruso.[33]
- 25 de mayo: En Argelia, el general Bugeaud ocupa Tagdempt, y el 30 de mayo Máscara, la nueva y la antigua capital del Emir Abd al-Qadir. Lanza razzias contra las tribus favorables al Emir y destruye las cosechas y los almacenes de grano.[34]
- 27 de mayo: Los británicos capturan la ciudad de Cantón (China) (primera guerra del Opio).[2]
- Mayo: Estalla la guerra sino-sij o Dogra-tibetana (hasta 1842), cuando las tropas de Zorawar Singh de la dinastía Dogra, vasalla del reino Sij, invaden el Tíbet occidental, para controlar el mercado de la lana y llegan hasta Gartok, antes de la reacción de los tibetanos que lucharán con tácticas de guerrilla, apoyados por la dinastía Qing de China, de la que dependían.[35]

### Junio
- 6 de junio: Tiene lugar el primer censo en el Reino Unido en la noche del 6 de junio, el primero en anotar los nombres, lugar de nacimiento y residencia, y edades de cada persona en cada casa redondeadas a 5 años, salvo la edad exacta para los menores de 16 años.[36]
- 14 de junio: La Asamblea Legislativa de la Provincia Unida de Canadá, se reúne por primera vez en Kingston, Ontario.[37]
- 15 de junio: Un terremoto sacude las islas Azores causando daños.

### Julio
- 3 de julio: En Japón, el daimio Mizuno Tadakuni, alto cargo del Shogunato Tokugawa, lanza las reformas Tenpō en el Castillo Edo, para estabilizar la economía, y reforzar el orden, la frugalidad y la sencillez de la sociedad, como al principio de la era Edo, prohibiendo ciertas formas de entretenimiento y ostentación de riqueza. Fueron medidas poco populares, y decayeron en 1843.[38]
- 7 de julio: El explorador inglés Edward John Eyre llega a Albany en Australia Occidental, tras un recorrido de unos 2500 km desde su salida en junio de 1840 desde Adelaida en Australia Meridional, y haber establecido una ruta terrestre que atravesaba el continente australiano.[39]
- 13 de julio: Se firma la Convención de los Estrechos firmada en Londres entre el imperio Otomano, Austria, Rusia, Prusia y Francia, por el que se acuerda cerrar el estrecho de los Dardanelos a los buques de guerra que no sean turcos.[40]
- 18 de julio: A la edad de 15 años, Pedro II es coronado como Emperador del Imperio de Brasil.[41]

### Agosto
- 9 de agosto: En Estados Unidos, el barco de vapor Erie prendió fuego tras una explosión causada por pintura y trementina, en el Lago Erie, cerca de Búfalo, muriendo 242 personas.[42]
- 10 de agosto: Sir Henry Pottinger reemplaza a Charles Elliot como Plenipotenciario en China (primera guerra del Opio).[2] Orden de ocupar las ciudades chinas a lo largo de la costa.[43]
- 12 de agosto: En Nicaragua, el superintendente de Belice con el rey de la Nación Misquita, toma el puerto de San Juan del Norte con la ayuda de una fragata británica. Establecimiento de un Protectorado Británico en la Costa de Mosquitos hasta 1894, en que se incorporó a Nicaragua.[44]
- 15 de agosto: Llegada al río Níger de los tres barcos de vapor de la Expedición al Níger promovida por misioneros británicos y activistas anti-esclavismo, con el apoyo del gobierno británico, que partieron de Liverpool el 17 de febrero. Su objetivo era establecer tratados con los nativos, introducir el Cristianismo y promover el comercio, y duró hasta mediados de octubre. Llegaron hasta Lokoja, pero se volvieron por la alta mortalidad en la tripulación blanca por enfermedades (30%).[45]
- 16 de agosto: 
  - Unos 25 km al noroeste de la ciudad de San Juan, en el oeste de Argentina se libra la batalla de Angaco, una de las más sangrientas de las guerras civiles argentinas, en la que mueren cerca de la mitad de las tropas de cada bando, (los unitarios porteños y los federales), con victoria efímera de los Unionistas.[46]
  - En España, el Reino de Navarra se transforma en provincia foral del Reino de España, a través de la Ley de Fueros de Navarra o Ley Paccionada Navarra, manteniendo solo en la Diputación Foral una cierta autonomía económico-administrativo.[47]
  - El presidente de Estados Unidos John Tyler veta el restablecimiento del Segundo Banco de los Estados Unidos, lo que provoca importantes disturbios de miembros del Partido Whig en el exterior de la Casa Blanca, la demostración más violenta en su historia.[48]
- 18 de agosto: en la ciudad de San Juan se libra la batalla de La Chacarilla. El general unitario Mariano Acha es apresado y al poco tiempo ejecutado.
- 26 - 27 de agosto: Los británicos ganan la batalla de Amoy (primera guerra del Opio).[2]
- 30 de agosto: En el Reino Unido, caída del gobierno whig liberal de Lord Melbourne, y comienzo del gobierno conservador de Robert Peel, que reduce los impuestos a la importación, para relanzar la economía.[49]
- Finales de agosto: Quiebra financiera británica para la aventura de Afganistán (primera guerra anglo-afgana), con fuerte reducción de gastos y de subsidios a las tribus que apoyaban a Shuja Shah, lo que provoca desafección de sus khanes y su salida de Kabul en otoño. Comienza la rebelión de los pastunes ghilzai.[9]

### Septiembre
- 2 de septiembre: entre Tres Ríos y Cartago (Costa Rica) a las 6:30 sucede el «terremoto de san Antolín», de 6,4 grados de la escala sismológica de Richter, ocurrido en la falla Lara, ubicada al norte de la ciudad de Cartago. Deja un saldo de 38 muertos y miles de viviendas (de adobe) destruidas. Fue el más fuerte y destructor del siglo XIX en ese país.[50]
- 18 de septiembre: 
  - En el Imperio Ruso, un edicto disuelve el Tribunal Supremo y el Consejo de Estado del reino de Polonia, con lo que se suprimen instituciones judiciales, el derecho civil y la moneda polaca.[51]
  - En Chile, es elegido Presidente el general Manuel Bulnes, héroe de guerra y del Partido Conservador, hasta 1851, período durante el cual, el país se convierte en un remanso de estabilidad política, crecimiento económico y renacer cultural.[52]
- 19 de septiembre: 
  - En Famaillá (Argentina), en el marco de las guerras civiles argentinas, se libra la Batalla de Famaillá, con victoria del ejército federal argentino de Manuel Oribe sobre las fuerzas unitarias de Juan Lavalle, que tiene que huir. Fin de la oposición en el norte y el este a la dictadura de Juan Manuel de Rosas.[53]
  - Inauguración del primer ferrocarril internacional en Europa, entre Estrasburgo y Basilea, con una longitud total de 134 km.[54]
- 22 de septiembre: Francisco Javier Echeverría asume la presidencia de México como su duodécimo presidente.
- 24 de septiembre: 
  - en Argentina se libra la batalla de Rodeo del Medio; fin de la Coalición del Norte.
  - El Sultán de Brunéi concede las tierras de Sarawak, al norte de la isla Borneo, al aventurero británico James Brooke, al que nombra Rajá de Sarawak, por su ayuda para aplastar a los piratas y los insurgentes de la zona. Sir James Brooke comienza la dinastía de los llamados Rajás blancos.[55]

### Octubre
- 1 de octubre: 
  - Los británicos vuelven a ocupar la isla Zhoushan (primera guerra del Opio).[2]
  - La Cámara de Diputados local de Mérida aprueba el Acta de Independencia, como República de Yucatán libre e independiente de la nación mexicana. El gobierno centralista de Santa Anna no lo aceptó, lo que provocó enfrentamientos. En diciembre de 1843 volvieron a reintegrarse en la República de México.[56]
- 7 de octubre: En Madrid tiene lugar un asalto al Palacio Real, ordenado por el general Diego de León, para secuestrar a la niña reina Isabel, pero el golpe fracasa por la rápida intervención del general Espartero. El 15 de octubre es fusilado el general Diego de León.[57]
- 9 de octubre: 
  - El general Sir Robert Sale con una brigada de 1600 hombres sale de Kabul hacia la India (nueva política de austeridad financiera), debiendo abrirse paso a tiros contra las tribus ghilzai por los pasos montañosos de Khord-Kabul (17 de octubre) y de Tezin (23 de octubre), en su camino hacia Jalalabad.[9]
  - En Argentina, muerte del general unitario Juan Lavalle en San Salvador de Jujuy, en una escaramuza con las tropas federales.[53]
- 10 de octubre: 
  - En México, tras el derrocamiento del presidente Anastasio Bustamante, el general Antonio López de Santa Anna asume la presidencia del país por sexta vez.[58]
  - Los británicos ganan la batalla de Chinhai, cerca de Ningbo (primera guerra del Opio).[2]
- 13 de octubre: 
  - Los británicos capturan sin oposición la ciudad de Ningbo, antes de suspender las operaciones por el invierno (primera guerra del Opio).[2]
  - En el Líbano, estalla un conflicto entre los drusos (religión monoteísta derivada de un Islam heterodoxo), y los maronitas (una de las religiones católicas orientales). Los drusos, apoyados por los británicos, quedan exentos de pagar el tributo, que los maronitas, apoyados por los franceses, tienen que pagar al Sultán del Imperio Otomano. Este intervino prudentemente tarde para restablecer la paz y el orden.[59]
- 15 de octubre: Comienzo de la guerra entre Perú y Bolivia. Entrada en La Paz de las fuerzas del Presidente del Perú Agustín Gamarra, que había decidido invadir Bolivia, mientras la armada peruana ocupaba el litoral para impedir la importación de armas.[60]
- 19 de octubre: El general Bugeaud ocupa Saïda, mientras el general Baraguey d'Hilliers ocupa Boghar y Taza.[34]
- 30 de octubre: Un fuego de origen desconocido en la Torre de Londres, destruye dos de sus torres con el Gran Arsenal, y provoca daños importantes en la Torre Blanca y en la Capilla Real de San Pedro ad Vincula.[61]

### Noviembre
- 2 de noviembre: El capitán Alexander Burnes, su séquito y personal del Tesoro británico son asesinados en Kabul por la muchedumbre, y comienza el levantamiento afgano contra los británicos y Shuja Shah, y el asedio dentro de Kabul.[9]
- 7 de noviembre: En Estados Unidos, esclavos embarcados a bordo del Créole, que iba de Richmond a Nueva Orleans, se rebelan y se apoderan del navío y ponen rumbo a las Bahamas, en las Antillas Británicas, donde estaba prohibida la esclavitud desde 1833. El Reino Unido rechaza devolver los esclavos, lo que provoca tensiones diplomáticas con Estados Unidos.[62]
- 12 de noviembre: Llegada a Jalalabad de la brigada del general británico Sir Robert Sale, que se apodera de la ciudad justo antes de verse rodeado por los insurgentes afganos, que comienzan el asedio de Jalalabad.[9]
- 18 de noviembre: Durante la Guerra entre Perú y Bolivia tiene lugar la Batalla de Ingaví con victoria del general Bolivia boliviano José Ballivián sobre el presidente peruano Agustín Gamarra, que pierde la vida en la batalla.[60]
- 23 de noviembre:
  - Akbar Khan, hijo de Dost Mohammed Khan, llega a Kabul con 6000 jinetes uzbekos, para tomar las riendas de la insurrección afgana.[9]
  - En el Imperio de Brasil, el Emperador Pedro II restaura el Consejo de Estado, e impulsa una política de expansión económica, favorable a la aristocracia.[63]
- Noviembre: Fundación de la ciudad de Dallas en Texas, en un cruce de caminos cerca del río Trinidad.[64]

### Diciembre
- 9 de diciembre: En la guerra entre Perú y Bolivia, tras la muerte del Presidente de Perú en la batalla de Ingaví en noviembre, los bolivianos ocupan las provincias de Tacna, Arica y Tarapacá en Perú.[60]
- 11 de diciembre: El comisionado británico William H. Macnaghten se reúne con Akbar Khan, para negociar la salida del ejército anglo-indio de Afganistán.[9]
- 12 de diciembre: En la guerra sino-sikh, las tropas tibetanas con sus aliados chinos derrotan a las fuerzas Dogra en la batalla de To-yo, en la que muere el general Zorawar Singh.[65]
- 20 de diciembre: Se firma en Londres el primer Tratado multilateral para la supresión del mercado de esclavos de África, entre los representantes de Austria, Francia, Gran Bretaña, Prusia y Rusia, con derecho de visita y de abordaje de los navíos sospechosos.[66]
- 23 de diciembre: Tras las conspiraciones del comisionado británico William H. Macnaghten, Akbar Khan le manda ejecutar en una reunión trampa, por tratar de violar los términos del tratado firmado con los jefes afganos.[9]
- 29 de diciembre: se le concede por gracia la nacionalidad chilena al naturalista francés Claudio Gay.

### Fechas desconocidas
- Moddibo Adama, discípulo de Usman dan Fodio, el creador del Imperio Fulani, fija la capital del Emirato Adamawa (hasta 1901) en Yola (en la Nigeria actual), y combate las tribus animistas del norte de Camerún y su adversario, el sultán de Mandara.[67]
- En el Imperio Ruso, deportación de miembros de la secta de los Dujobory, movimiento religioso inconformista y social pacifista, a la Transcaucasia entre 1841 y 1845.[68]
- En Estados Unidos, el ciudadano John Augustus de Boston, desarrolla y hace implementar por primera vez el concepto de libertad condicional.[69]
- En el Estado de Alabama, se aprueba la primera Legislación para el ejercicio de la práctica dental en Estados Unidos.[70]

## Arte y literatura
- 4 de febrero: Primera referencia de la tradición alemana del Día de la marmota en el diario de James Morris, un tendero del condado de Berks, en Pensilvania.[71]
- 16 de febrero: En San Salvador, ciudad capital de El Salvador, la Asamblea Constituyente decreta la fundación de la Universidad de El Salvador.[8]
- 31 de marzo: Estreno de la Sinfonía n.º 1, en Si bemol mayor, Op. 38, "Primavera" de Robert Schumann en Leipzig.[72]
- 14 de abril: Publicación de la primera historia de detectives “Los crímenes de la calle Morgue” de Edgar Allan Poe, que marcó el arranque de la novela policíaca.[73]
- 26 de abril: El periódico Bombay Gazette comienza a imprimir en papel de seda.[74]
- 24 de junio: Fundación de la Universidad de Fordham, de la Compañía de Jesús, en el Bronx de Nueva York, la primera institución católica de alta educación en el nordeste de Estados Unidos.[75]
- 28 de junio: en París se estrena el ballet Giselle en dos actos, fruto del trabajo entre los libretistas Jules-Henri Vernoy de Saint-Georges y Théophile Gautier, el músico Adolphe Adam, y los coreógrafos Jean Coralli y Jules Perrot.
- 5 de julio: El inglés Thomas Cook inventa la primera agencia de viajes, al organizar su primera excursión en tren por Inglaterra, un recorrido de 17 km entre Leicester y Loughborough, para asistir a un Congreso de abstemios, y duración de apenas un día.[76]
- 16 de octubre: Fundación por una Carta Real de la reina Victoria del Reino Unido, de la Queen's University en Kingston, Ontario, Canadá.[77]
- 20 de noviembre: Tras la aprobación obtenida el 18 de julio, colocación de la primera piedra del Dhaka College, en la actual capital Daca de Bangladés, primera institución de educación moderna en el subcontinente indio.[78]

## Ciencia y tecnología
- 8 de febrero: El científico inglés William Henry Fox Talbot patenta el primer sistema de negativo fotográfico, el calotipo, predecesor de la fotografía moderna, frente al sistema de positivo directo del daguerrotipo.[79]
- 3 de julio: Publicación de un trabajo del matemático y astrónomo inglés John  Couch Adams, en el que predice matemáticamente que las irregularidades en el movimiento del planeta Urano eran debidas a un planeta desconocido, situado más allá de su órbita. El planeta Neptuno no será descubierto hasta 1846.[80]
- 21 de agosto: El estadounidense John Hampton recibe la patente por las persianas venecianas, existentes desde hacía siglos, pero patentadas en este momento por primera vez.[81]
- 30 de septiembre: El estadounidense Samuel Solum patenta la grapadora, que él llamaba máquina para clavar alfileres en papel.[82]
- Octubre: El ingeniero François Bourdon y el empresario Eugène Schneider de la factoría Le Creusot en Francia realizan y patentan un martillo pilón, con una masa de 2,5 toneladas que caía desde una altura de 2 metros.[83]
- 13 de noviembre: El cirujano escocés James Braid observa una demostración de magnetismo animal en Mánchester, lo que le llevó al estudio teórico-práctico del fenómeno, que llamó posteriormente hipnotismo y en el que descartó la influencia magnética del operador.[84]

## Nacimientos

### Enero
- 1 de enero: Theophilus Van Kannel, inventor e ingeniero estadounidense, que inventó y patentó la puerta giratoria (f. 1919).
- 9 de enero: Julio Herrera y Obes, abogado, periodista y político uruguayo, Presidente de Uruguay (f. 1912).
- 14 de enero: 
  - Berthe Morisot, pintora impresionista francesa (f. 1895).
  - Samuel Swinton Jacob, ingeniero y arquitecto inglés, diseñador de muchos edificios públicos de arquitectura indo-sarracena en la India (f. 1917).
- 18 de enero: Emmanuel Chabrier, compositor y pianista francés, de la corriente del Romanticismo (f. 1894).
- 25 de enero: 
  - Cornelius van Leemputten, pintor belga especializado en escenas de animales de granja y paisajes pastoriles  (f. 1902).
  - John Arbuthnot Fisher, Primer Lord del Almirantazgo de la Marina Real Británica, que desarrolló y modernizó la Marina (f. 1920).
- 28 de enero: 
  - Henry Morton Stanley, periodista y explorador británico del África Central, que encontró al desaparecido David Livingstone (f. 1904).
  - Vasili Kliuchevski, uno de los historiadores rusos más reputados (f. 1911).
- 30 de enero: Félix Faure, político francés, Ministro de Marina y Presidente de la Tercera República de Francia (f. 1899).
- 31 de enero: Ramón Treviño, abogado y político mexicano, Gobernador de Nuevo León (f. 1891).

### Febrero
- 1 de febrero: Alfredo Chavero, escritor, historiador, arqueólogo y político mexicano (f. 1906).
- 2 de febrero: François-Alphonse Forel, científico suizo, pionero del estudio físico de los lagos y fundador de la limnología (f. 1912).
- 4 de febrero: Hermenegildo Capelo, oficial naval portugués y explorador en África que participó en la travesía de Angola hasta el Océano Índico (f. 1917).
- 13 de febrero: George Chaworth Musters, marino y escritor inglés, explorador de la Patagonia con una tribu de indígenas tehuelches (f. 1879).
- 15 de febrero: Manuel Ferraz de Campos Sales, político liberal brasileño, senador, gobernador y presidente de Brasil entre 1898 y 1902 (f. 1913).
- 16 de febrero: 
  - Armand Guillaumin, pintor y litógrafo francés de estilo impresionista (f. 1927).
  - Antonio Cortina Farinós, pintor español (f. 1890).
- 19 de febrero: 
  - Felipe Pedrell, compositor y etnomusicólogo español, precursor del nacionalismo musical español (f. 1922).
  - Elfrida Andrée, directora de orquesta, compositora y organista sueca, pionera en la defensa de los derechos de la mujer (f. 1929).
- 20 de febrero: Nathaniel Shaler, paleontólogo y geólogo estadounidense, Decano de Ciencias en Harvard, escribió sobre la teoría de la evolución (f. 1906).
- 24 de febrero: 
  - José Agustín Arango, abogado y político panameño, Presidente de la Junta Provisional de Gobierno de Panamá (f. 1909).
  - Carl Graebe, químico y docente alemán, gran maestro de la química orgánica (f. 1927).
- 25 de febrero: Auguste Renoir, pintor francés impresionista, especializado en retratos, desnudo, pintura mitológica y paisajes (f. 1919).
- 26 de febrero: Evelyn Baring, estadista, diplomático y administrador colonial británico en la India y en Egipto (f. 1917)

### Marzo
- 3 de marzo: John Murray, pionero oceanógrafo escocés, biólogo marino y limnólogo (f. 1914).
- 8 de marzo: 
  - Julián García-San Miguel, escritor y político español, Ministro de Gracia y Justicia con la regente María Cristina de Habsburgo (f. 1911).
  - Oliver Wendell Holmes, abogado y uno de los juristas estadounidense más respetado, juez asociado de la Corte Suprema de los Estados Unidos (f. 1935).
- 11 de marzo: 
  - Benito Menni, sacerdote italiano, fundador de las Hermanas Hospitalarias del Sagrado Corazón de Jesús, canonizado en 1999 (f. 1914).
  - Luigi Luzzatti, jurista, economista y político italiano, creador de la Banca Popolare di Milano y Presidente del Consejo de Ministros de Italia (f. 1927).
- 14 de marzo: José Ros y Surió, restaurador de muebles antiguos valenciano (f. 1928).
- 19 de marzo: 
  - José Ignacio Garmendia, militar, escritor, pintor y diplomático argentino (f. 1925).
  - Georg von Hauberrisser, arquitecto alemán de origen austriaco, que construyó el Nuevo Ayuntamiento de Múnich (f. 1922).
- 20 de marzo: Muciano María Wiaux, sacerdote católico belga, canonizado en 1989 (f. 1917).
- 28 de marzo: Alfonso de Borbón-Dos Sicilias, pretendiente al trono del Reino de las Dos Sicilias (f. 1934).

### Abril
- 2 de abril: Clément Ader, ingeniero y aviador francés, inventor del avión, que instaló la primera línea telefónica en París (f. 1925).
- 3 de abril: Hermann Carl Vogel, astrónomo alemán, pionero del espectroscopio que analizó la atmósfera de los planetas del sistema solar (f. 1907).
- 7 de abril: Lindor Quiroga, abogado y político argentino, gobernador de la provincia de San Luis (f. 1915).
- 9 de abril: Manuel D. Pizarro, abogado y político argentino, senador, ministro de Justicia de Argentina y gobernador de la provincia de Córdoba (f. 1909).
- 19 de abril: Johann Gottlieb Otto Tepper, docente, botánico, micólogo, ilustrador, entomólogo y ambientalista polaco-australiano (f. 1923).
- Abril: Kate Stoneman, abogada, profesora y sufragista estadounidense, primera mujer admitida en la Asociación de Abogados del estado de Nueva York (f. 1925).

### Mayo
- 6 de mayo: Louis Hubert Farabeuf, cirujano francés que introdujo la higiene en las escuelas médicas francesas (f. 1910).
- 7 de mayo: Gustave Le Bon, sociólogo francés, experto en psicología social, y en el comportamiento y psicología de masas (f. 1931).
- 9 de mayo: Gregor Kraus, botánico, fisiólogo y explorador alemán, uno de los fundadores de la microclimatología y ecología experimental (f. 1915).
- 10 de mayo: James Gordon Bennett, Jr. editor estadounidense, director del New York Herald, promotor de deportes y patrocinador de exploradores (f. 1918).
- 12 de mayo: Mucio P. Martínez, militar mexicano, Gobernador de Puebla durante 18 años (f. 1920).
- 28 de mayo: 
  - Giovanni Sgambati, compositor, pianista y director de orquesta italiano (f. 1914).
  - Luis Dabán y Ramírez de Arellano, militar español y Gobernador de Puerto Rico (f. 1892).
- 30 de mayo: Karel Klíč, pintor, fotógrafo e ilustrador checo, uno de los inventores del huecograbado (f. 1926).
- 31 de mayo: William Rockefeller, financiero estadounidense, cofundador de la Standard Oil con su hermano mayor John D. Rockefeller (f. 1922).

### Junio
- 18 de junio: Lester Frank Ward, sociólogo y paleontólogo estadounidense, fundador de la sociología y Presidente de la American Sociological Association (f. 1913).
- 26 de junio: Paul Wallot, arquitecto alemán y profesor de la Universidad Técnica de Dresde, que diseñó el edificio del Reichstag de Berlín (f. 1912).
- 28 de junio: Marie Bonnevial, sindicalista y feminista francesa, presidenta de la Liga Francesa por el Derecho de las Mujeres, confundadora del Consejo Nacional de Mujeres Francesas, y Gran Maestra de la Orden Masónica Mixta Internacional "El Derecho Humano" (f. 1918).

### Julio
- 2 de julio: 
  - Eduardo Zamacois y Zabala, pintor español especializado en pinturas de pequeño formato al gusto académico (f. 1871).
  - Aleksandr Záitsev, químico ruso que trabajó en compuestos orgánicos y propuso la regla de Záitsev (f. 1910).
- 13 de julio: Otto Wagner, arquitecto austriaco (f. 1918).
- 14 de julio: Carl Robert Jakobson, escritor y político de la Gobernación de Livonia, Imperio ruso, que influyó en el despertar nacional de Estonia (f. 1882).
- 24 de julio: Raimundo Madrazo, pintor español realista, especializado en retratos (f. 1920).
- 25 de julio: Emil Oskar Richter, industrial alemán, fundador de la compañía E. O. Richter, dedicada a utensilios de dibujo técnico y compases (f. 1905).
- 27 de julio: Linda Richards, enfermera estadounidense, que estableció programas de capacitación en enfermería en Estados Unidos y en Japón (f. 1930).
- 29 de julio: 
  - Henri Fayol, economista, ingeniero y empresario francés, fundador del método moderno de gestión empresarial (f. 1925).
  - Gerhard Armauer Hansen, médico y epidemiólogo noruego, que descubrió la bacteria de la lepra, el bacilo de Hansen (f. 1912).
- 30 de julio: Bernhard Tollens, químico alemán, que trabajó en carbohidratos y estructura de azúcares, y que desarrolló el reactivo de Tollens (f. 1918).

### Agosto
- 6 de agosto: Florence von Sass, exploradora húngaro-británica, descubridora con su marido Samuel White Baker del Lago Alberto (f. 1916).
- 12 de agosto: Franz Heinrich Schwechten, arquitecto alemán que contribuyó al desarrollo de la arquitectura historicista (f. 1924).
- 17 de agosto: Julio F. Sarría, militar y político venezolano, ministro de Guerra y Marina (f. 1916).
- 22 de agosto: Joaquín Crespo, militar y político venezolano, senador y presidente de Venezuela (f. 1898).
- 25 de agosto: 
  - Emil Theodor Kocher, médico y cirujano suizo, experto en la glándula tiroides, Premio Nobel de Medicina en 1909 (f. 1917).
  - Leo August Pochhammer, matemático prusiano, experto en funciones especiales y que introdujo el símbolo de Pochhammer (f. 1920).

### Septiembre
- 2 de septiembre: Julius von Payer, militar, explorador y artista austro-húngaro, que lideró con Karl Weyprecht la Expedición austrohúngara al Polo Norte, y el descubrimiento de la Tierra de Francisco José (f. 1915).
- 4 de septiembre: Albert Joseph Moore, pintor inglés conocido por sus lánguidas figuras femeninas en ambiente lujoso clásico prerrafaelista (f. 1893).
- 8 de septiembre: 
  - Antonín Dvořák, compositor posromántico de Bohemia, representante del nacionalismo checo en la música (f. 1904).
  - Charles J. Guiteau, escritor y abogado estadounidense, que asesinó al presidente de Estados Unidos, James A. Garfield (f. 1882).
- 18 de septiembre: 
  - Carlos María Elías, político peruano, Ministro de Relaciones Exteriores y Presidente del Consejo de Ministros del Perú (f. 1907).
  - George William Ross, profesor y político canadiense, primer ministro de Ontario (f. 1914).
- 24 de septiembre: Kate Brownlee Sherwood, poetisa, periodista, traductora, filántropa y mecenas literaria estadounidense (f. 1914).
- 26 de septiembre: Stephen Benton Elkins, empresario y político estadounidense, senador y secretario de Guerra de Estados Unidos (f. 1911).
- 28 de septiembre: Georges Clemenceau, médico, periodista y político francés, primer ministro durante la Tercera República francesa (f. 1929).

### Octubre
- 4 de octubre: Prudente de Morais, político brasileño del Partido Republicano Paulista, Presidente de Brasil (f. 1904).
- 5 de octubre: Philipp Mainländer, poeta y filósofo alemán (f. 1876).
- 7 de octubre: Nicolás I de Montenegro, único rey del Reino de Montenegro (f. 1921).
- 16 de octubre: Itō Hirobumi, político y diplomático japonés, cuatro veces primer ministro de Japón (f. 1909).
- 18 de octubre: Lucas Mallada, ingeniero de minas, geólogo y escritor español, fundador de la paleontología española (f. 1921).
- 24 de octubre: Rafael Ruiz de los Llanos, abogado y político argentino, Presidente de la Cámara de Diputados de la Nación Argentina (f. 1910).
- 26 de octubre: 
  - Evaristo de Churruca, ingeniero civil español, que construyó el Puerto exterior de Bilbao (f. 1917).
  - Theodor von Oppolzer, astrónomo y matemático austriaco, autor del Canon de eclipses, tablas de referencia de eventos astronómicos (f. 1886).

### Noviembre
- 1 de noviembre: Luis Tezza, beato italiano (f. 1923).
- 3 de noviembre: Johannes Eugenius Bülow Warming, naturalista y botánico danés, considerado el fundador de la ecología (f. 1924).
- 4 de noviembre: Benjamin Franklin Goodrich, industrial estadounidense del negocio del caucho, y fundador de la Compañía B.F. Goodrich (f. 1888).
- 6 de noviembre: Armand Fallières, político francés del partido Alianza Democrática, Presidente de la Tercera República de Francia (f. 1931).
- 7 de noviembre: Gustave Achille Laviarde, ciudadano francés, pretendiente al trono del Reino de la Araucanía y la Patagonia (f. 1902).
- 8 de noviembre: Tomás S. de Anchorena, abogado argentino, Ministro de Relaciones Exteriores y Ministro del Interior de Argentina (f. 1899).
- 9 de noviembre: Eduardo VII, rey del Reino Unido y emperador de la India entre 1901 y 1910 (f. 1910).
- 12 de noviembre: 
  - Diego Euclides de Angulo Lemos, militar y político colombiano, Ministro del Interior y Presidente interino de Colombia en 1908 (f. 1917).
  - Charles Jean Baptiste Collin-Mezin, famoso fabricante francés de violines, violas, violonchelos y contrabajos (f. 1923).
- 13 de noviembre: Oreste Baratieri, militar y político italiano, diputado del Reino de Italia y Gobernador de Eritrea (f. 1901).
- 16 de noviembre: Jules Violle, físico e inventor francés, calculó la constante solar en el Mont Blanc, y propuso un estándar para la intensidad luminosa (f. 1923).
- 18 de noviembre: Joaquín López Puigcerver, abogado y político español, ministro de Hacienda de España, de Gracia y Justicia y de Gobernación (f. 1906).
- 19 de noviembre: Frigyes Schulek, arquitecto neorrománico, que reconstruyó la Iglesia de Matías de Budapest, y construyó el Bastión de los Pescadores (f. 1919).
- 20 de noviembre: 
  - Wilfrid Laurier, abogado y político canadiense, primer ministro de Canadá (f. 1919).
  - Carl Berner, político liberal noruego, Presidente del Parlamento de Noruega, y ministro de Educación y Asuntos Episcopales (f. 1918).
  - Victor d'Hondt, matemático, profesor y jurista belga, autor del Método d'Hondt para repartir escaños en elecciones, según los votos de los partidos (f. 1901).
  - François Denys Légitime, militar y político haitiano, Presidente de Haití (f. 1935).
- 21 de noviembre: 
  - José Nakens, periodista español (f. 1926).
  - Juan Crisóstomo Albarracín, jurista y político argentino, Ministro de Justicia e Instrucción Pública de Argentina (f. 1899).
  - Luigi D'Albertis, naturalista, botánico y explorador italiano, el primero en recorrer el río Fly en Papúa Nueva Guinea (f. 1901).
- 25 de noviembre: Ernst Schröder, matemático alemán, precursor de la historia de la lógica matemática (f. 1902).
- 26 de noviembre: Juan Bautista Piamarta, sacerdote italiano, fundador de la Congregación Sagrada Familia de Nazareth, canonizado en 2012 (f. 1913).
- 27 de noviembre: Juan Coll y Pujol, político conservador y jurista español, diputado y senador en las Cortes, y alcalde de Barcelona (f. 1910).

### Diciembre
- 2 de diciembre: Estanislao Pardo de Figueroa y de Águila, abogado y político peruano, Ministro de Justicia, Instrucción, Culto y Beneficencia del Perú (f. 1908).
- 6 de diciembre: Frédéric Bazille, pintor impresionista francés, que se alistó y murió durante la guerra franco-prusiana (f. 1870).
- 14 de diciembre: Manuel Candamo, empresario y político peruano del Partido Civil, presidente del Senado y Presidente del Perú (f. 1904).
- 20 de diciembre: Ferdinand Buisson, político, pedagogo y filósofo francés, Premio Nobel de la Paz en 1927 (f. 1932).
- 22 de diciembre: Demetrio Alonso Castrillo, abogado y político liberal español, Ministro de Gobernación con Alfonso XIII (f. 1916).
- 23 de diciembre: Ángel Carvajal y Fernández de Córdoba, político español, alcalde Madrid y Ministro de Fomento con Alfonso XII (f. 1898).
- 30 de diciembre: María del Carmen Azlor de Aragón e Idiáquez, aristócrata española, Dama de la Reina y mecenas de las artes y las letras (f. 1905).

### Fecha desconocida
- Clemente Basavilbaso, abogado, estanciero y político argentino, Gobernador de la provincia de Entre Ríos en Argentina (f. 1908).
- Malietoa Laupepa, rey de Samoa de 1881 hasta su muerte (f. 1898).
- Mary Agnes Magevney, religiosa católica estadounidense, fundadora de las Dominicas de la Congregación del Sagrado Corazón (f. 1891).
- Elías Mujica y Trasmonte, empresario y político peruano, senador y ministro de Guerra y Marina del Perú (f. 1904).
- Şeker Ahmet Paşa, militar turco que llegó a teniente general, pintor habilidoso de temas de la naturaleza (f. 1907).
- Eugenio Serrano de Casanova, empresario español, impulsor de la Exposición Universal de Barcelona de 1888 (f. 1920).
- Tang Jingsong, militar y estadista chino, Gobernador de la provincia de Taiwán, y Presidente de la República de Formosa (f. 1903).

## Fallecimientos

### Enero
- 4 de enero: 
  - José de Morales y Ugalde, político peruano, libertador del Perú, Ministro de Gobierno y Relaciones Exteriores, y Ministro de Hacienda (n. 1765).
  - Thomas Rickman, arquitecto inglés, muy importante en la difusión del estilo Neogótico (n. 1776).
- 10 de enero: Pierre-Augustin Hulin, general francés de la Revolución Francesa y del Primer Imperio, que tuvo un rol importante en la toma de la Bastilla (n. 1758).
- 13 de enero: Bertrand Barère de Vieuzac, abogado y político revolucionario francés, Presidente de la Convención Nacional en 1792 (n. 1755).
- 14 de enero: Ignatz Doellinger, médico, botánico, anatomista y profesor alemán, uno de los primeros en tratar la medicina como una ciencia natural (n. 1770).
- 15 de enero: Friedrich von Parrot, médico, alpinista y explorador alemán, cartografió el Cáucaso y coronó el monte Ararat en busca del Arca de Noé (n. 1792).

### Febrero
- 11 de febrero: Ferdinand Johann von Olivier, pintor, dibujante, grabador y litógrafo del Romanticismo alemán, del grupo de los nazarenos (n. 1785).
- 12 de febrero: Astley Cooper, cirujano y anatomista inglés, importante contribuidor en cirugía vascular, patología de mamas y testículos, y en hernias (n. 1768).
- 17 de febrero: Ferdinando Carulli, compositor y guitarrista italiano, uno de los mejores profesores de la historia de la guitarra (n. 1770).
- 19 de febrero: 
  - Diogo Alves, asesino en serie hispano-portugués, que mató a 70 personas, y se la conoció como el Asesino del Acueducto (n. 1810).
  - Claude François Chauveau-Lagarde, político francés, abogado de María Antonieta de Austria y de Charlotte Corday (n. 1756).
- 20 de febrero: Friedrich W. A. Sertürner, farmacéutico alemán, pionero del descubrimiento y aislamiento de la morfina (n. 1783).

### Marzo
- 1 de marzo: Claude-Victor Perrin, mariscal de Francia del Primer Imperio, Ministro de Guerra durante la Restauración borbónica en Francia (n. 1764).
- 7 de marzo: Simón Elías González, militar y político mexicano, Gobernador del Estado de Occidente y de Gobernador de Chihuahua (n. 1772).
- 9 de marzo: Manuel Lorenzo de Vidaurre, jurista y político peruano, Presidente de Corte Suprema de Justicia, y Ministro Relaciones Exteriores de Perú (n. 1773).
- 11 de marzo: José de Fábrega, militar, político, estadista y neogranadino, prócer de la independencia de Panamá, el Libertador del Istmo de Panamá (n. 1774).
- 26 de marzo: Antonio Quiroga, Teniente General español, protagonista con Rafael del Riego, del levantamiento liberal en Cabezas de San Juan (n. 1784).
- 30 de marzo: Rodrigo Pinto Pizarro, militar y político portugués, senador y primer ministro de Portugal (n. 1788).

### Abril
- 1 de abril: Justin Girod-Chantrans, botánico, ingeniero militar y político francés, pionero en ficología (n. 1750).
- 4 de abril: William Henry Harrison, político y militar estadounidense, presidente de Estados Unidos, muerto de neumonía tras un mes en el cargo (n. 1773).
- 10 de abril: Juan León Solas, militar y político argentino, Gobernador de la provincia de Entre Ríos (n. 1787).
- 21 de abril: Alejandro Shishkov, escritor, lexicógrafo y estadista ruso, líder ideológico de liberar Europa de Napoleón, y Presidente de la Academia Rusa (n. 1754).
- 28 de abril: Pedro Chanel, misionero francés y mártir católico en la isla polinesia de Futuna, canonizado en 1954 (n. 1803).
- 29 de abril: Charles Barbier de la Serre, militar y aventurero francés, que inventó un código de lectura para invidentes, precursor del sistema Braille (n. 1767).

### Mayo
- 16 de mayo: Marie Boivin, comadrona francesa, inventora y escritora de obstetricia, de gran importancia en la medicina del siglo XIX (n. 1773).
- 20 de mayo: José María Blanco White, teólogo, periodista, escritor y traductor español, sacerdote secularizado converso al protestantismo (n. 1775).
- 21 de mayo: Julian Ursyn Niemcewicz, poeta, patriota y estadista polaco, secretario de Estado de Polonia y presidente del comité constitucional (n. 1757).
- 31 de mayo: George Green, matemático autodidacta británico, que influyó en el desarrollo de importantes conceptos de física (n. 1793).

### Junio
- 1 de junio: Nicolás Appert, maestro confitero y cocinero francés, inventor del método de preservación hermética de alimentos (n. 1749).
- 3 de junio: José Antonio Rodríguez Aldea, político chileno, representante del O'Higginismo, ministro de Hacienda de Chile y Ministro de Guerra y Marina (n. 1779).
- 20 de junio: Tomás Brizuela, militar y caudillo argentino, Gobernador de la provincia de La Rioja (n. 1800).
- Junio: Fernando Villafañe, militar y político argentino, Gobernador de la provincia de Catamarca y de la provincia de La Rioja (n. 1784).

### Julio
- 27 de julio: Mijaíl Lermontov, poeta romántico, pintor y escritor ruso, llamado el poeta del Cáucaso (n. 1814).
- 31 de julio: 
  - Miguel Mariano de Villegas, hidalgo y jurista argentino, asesor de gobierno de las Provincias Unidas del Río de la Plata (n. 1771).
  - Manuel Fernández Chacón, político costarricense, tercer jefe de Estado de Costa Rica (n. 1786).

### Agosto
- 14 de agosto: Johann Friedrich Herbart, filósofo, psicólogo y pedagogo alemán, representante del movimiento del neokantismo (n. 1776).
- 16 de agosto: Fernando Errázuriz, político chileno, diputado, senador, presidente provisorio y vicepresidente de Chile (n. 1777).
- 22 de agosto: José Francisco Álvarez, abogado, político y militar argentino, Gobernador de la provincia de Córdoba (n. 1808).
- 30 de agosto: Luis Eduardo Pérez, político uruguayo, Gobernador de la Provincia Oriental, Presidente interino de Uruguay, y Presidente del Senado (n. 1774).

### Septiembre
- 9 de septiembre: Augustin Pyrame de Candolle, botánico y micólogo suizo, fundador con Linneo de la clasificación taxonómica de las plantas (n. 1778).
- 15 de septiembre: Alessandro Rolla, virtuoso italiano de la viola y el violín, compositor, director de orquesta y profesor de Paganini (n. 1757).
- 21 de septiembre: John Murphy, abogado y político estadounidense, Congresista y Gobernador del estado de Alabama (n. 1786).

### Octubre
- 2 de octubre: Honorato V de Mónaco, Príncipe Soberano de Mónaco (n. 1778).
- 3 de octubre: Marco Avellaneda, político argentino, Gobernador de la provincia de Tucumán (n. 1813).
- 9 de octubre: 
  - Juan Lavalle, político y militar argentino, Gobernador de Buenos Aires (n. 1797).
  - Karl Friedrich Schinkel, pintor y arquitecto neoclásico alemán, uno de los artífices de Berlín en su período prusiano (n. 1781).
- 15 de octubre: Diego de León, militar español, virrey de Navarra, fusilado por pronunciarse contra el regente Espartero (n. 1807).
- 20 de octubre: Manuel Montes de Oca, marino y político español, ministro de Marina (n. 1804).
- 21 de octubre: John Forsyth, político estadounidense, senador, secretario de Estado de Estados Unidos y gobernador de Georgia (n. 1780).
- 28 de octubre: 
  - Johann Arfvedson, químico sueco, descubridor del litio en 1817 (n. 1792).
  - Francesco Morlacchi, compositor italiano de óperas, Maestro de Capilla Real en Dresde, que popularizó el estilo italiano de la ópera (n. 1784).

### Noviembre
- 14 de noviembre: Thomas Bruce Elgin, diplomático y arqueólogo británico, que trajo las esculturas del Partenon a Londres, los Mármoles de Elgin (n. 1772).
- 18 de noviembre: Agustín Gamarra, político y militar peruano, Presidente del Perú (n. 1785).
- 23 de noviembre: Watanabe Kazan, pintor de retratos realistas, erudito y estadista japonés, miembro de la clase samurái (n. 1793).
- 25 de noviembre: Francis Leggatt Chantrey, escultor inglés, el principal del Período Regencia británico (n. 1781).
- 27 de noviembre: Pedro de Alcántara Álvarez de Toledo, noble, militar y político español, Presidente del Consejo Real y del Gobierno con Fernando VII (n. 1768).
- 28 de noviembre: Manuel de Salas, educador y político chileno, uno de los fundadores de la República de Chile, y secretario de Relaciones Exteriores (n. 1754).

### Diciembre
- 2 de diciembre: Francisco García Salinas, político mexicano, senador, secretario de Hacienda de México y gobernador de Zacatecas (n. 1786).
- 15 de diciembre: David Don, botánico británico (n. 1799).

### Fecha desconocida
- Miguel Carranza Fernández, empresario y político costarricense, Vicejefe de Estado Libre de Costa Rica (n. 1780).